# Amastus hyalina
Amastus hyalina är en fjärilsart som beskrevs av Paul Dognin 1889. Amastus hyalina ingår i släktet Amastus och familjen björnspinnare. Inga underarter finns listade i Catalogue of Life.